# Poilly-sur-Tholon
Poilly-sur-Tholon és un municipi francès, situat al departament del Yonne i a la regió de Borgonya - Franc Comtat. L'any 2007 tenia 687 habitants.

## Demografia

### Població
El 2007 la població de fet de Poilly-sur-Tholon era de 687 persones. Hi havia 269 famílies, de les quals 72 eren unipersonals (36 homes vivint sols i 36 dones vivint soles), 76 parelles sense fills, 101 parelles amb fills i 20 famílies monoparentals amb fills.
La població ha evolucionat segons el següent gràfic:
Habitants censats

### Habitatges
El 2007 hi havia 332 habitatges, 279 eren l'habitatge principal de la família, 38 eren segones residències i 15 estaven desocupats. 326 eren cases i 4 eren apartaments. Dels 279 habitatges principals, 228 estaven ocupats pels seus propietaris, 35 estaven llogats i ocupats pels llogaters i 15 estaven cedits a títol gratuït; 3 tenien una cambra, 11 en tenien dues, 43 en tenien tres, 67 en tenien quatre i 154 en tenien cinc o més. 254 habitatges disposaven pel capbaix d'una plaça de pàrquing. A 111 habitatges hi havia un automòbil i a 148 n'hi havia dos o més.

### Piràmide de població
La piràmide de població per edats i sexe el 2009 era:
| Homes | Edats   | Dones |
| ----- | ------- | ----- |
| 0     | 95 o +  | 0     |
| 0     | 90 a 94 | 4     |
| 8     | 85 a 89 | 12    |
| 4     | 80 a 84 | 4     |
| 8     | 75 a 79 | 24    |
| 16    | 70 a 74 | 16    |
| 24    | 65 a 69 | 12    |
| 20    | 60 a 64 | 12    |
| 4     | 55 a 59 | 12    |
| 20    | 50 a 54 | 20    |
| 16    | 45 a 49 | 16    |
| 12    | 40 a 44 | 16    |
| 28    | 35 a 39 | 16    |
| 44    | 30 a 34 | 32    |
| 12    | 25 a 29 | 28    |
| 8     | 20 a 24 | 0     |
| 12    | 15 a 19 | 20    |
| 16    | 10 a 14 | 16    |
| 20    | 5 a 9   | 12    |
| 32    | 0 a 4   | 20    |

## Economia
El 2007 la població en edat de treballar era de 403 persones, 327 eren actives i 76 eren inactives. De les 327 persones actives 297 estaven ocupades (153 homes i 144 dones) i 30 estaven aturades (17 homes i 13 dones). De les 76 persones inactives 27 estaven jubilades, 28 estaven estudiant i 21 estaven classificades com a «altres inactius».

### Ingressos
El 2009 a Poilly-sur-Tholon hi havia 282 unitats fiscals que integraven 748,5 persones, la mediana anual d'ingressos fiscals per persona era de 18.657 €.

### Activitats econòmiques
Dels 32 establiments que hi havia el 2007, 2 eren d'empreses alimentàries, 2 d'empreses de fabricació d'altres productes industrials, 11 d'empreses de construcció, 3 d'empreses de comerç i reparació d'automòbils, 1 d'una empresa de transport, 3 d'empreses d'hostatgeria i restauració, 1 d'una empresa d'informació i comunicació, 1 d'una empresa financera, 1 d'una empresa immobiliària, 4 d'empreses de serveis, 1 d'una entitat de l'administració pública i 2 d'empreses classificades com a «altres activitats de serveis».
Dels 15 establiments de servei als particulars que hi havia el 2009, 6 eren guixaires pintors, 1 fusteria, 2 lampisteries, 2 electricistes, 1 perruqueria, 2 restaurants i 1 tintoreria.
Dels 3 establiments comercials que hi havia el 2009, 1 era una botiga de menys de 120 m², 1 una llibreria i 1 una botiga de mobles.
L'any 2000 a Poilly-sur-Tholon hi havia 16 explotacions agrícoles que ocupaven un total de 1.310 hectàrees.

## Equipaments sanitaris i escolars
El 2009 hi havia una escola elemental integrada dins d'un grup escolar amb les comunes properes formant una escola dispersa.

## Poblacions més properes
El següent diagrama mostra les poblacions més properes.